# Volleyball Wrocław 2019-2020
Questa voce raccoglie le informazioni riguardanti il Volleyball Wrocław nelle competizioni ufficiali della stagione 2019-2020.

## Organigramma societario
Area direttiva
- Presidente: Jacek Grabowski

Area organizzativa
- General manager: Patryk Kupis

Area tecnica
- Allenatore: Wojciech Kurczyński
- Allenatore in seconda: Tomasz Kowalski

## Rosa
| N° | Nome                | Ruolo | Data di nascita  | Nazionalità sportiva |
| -- | ------------------- | ----- | ---------------- | -------------------- |
| 1  | Roksana Brzóska     | S     | 2 settembre 1993 | Polonia              |
| 3  | Klaudia Felak       | S     | 20 aprile 1999   | Polonia              |
| 4  | Łucja Kuriata       | C     | 5 maggio 2000    | Polonia              |
| 5  | Aleksandra Gancarz  | C     | 17 maggio 1994   | Polonia              |
| 6  | Aleksandra Rasińska | O     | 6 novembre 1998  | Polonia              |
| 7  | Natalia Gajewska    | P     | 24 maggio 1994   | Polonia              |
| 8  | Magdalena Soter     | C     | 23 maggio 1988   | Polonia              |
| 9  | Natalia Murek       | S     | 8 settembre 1999 | Polonia              |
| 11 | Dominika Mras       | P     | 19 aprile 1996   | Polonia              |
| 12 | Magdalena Dzikowicz | L     | 2 gennaio 1994   | Polonia              |
| 13 | Anna Łozowska       | C     | 16 marzo 1993    | Polonia              |
| 15 | Karolina Pancewicz  | L     | 4 gennaio 1999   | Polonia              |
| 17 | Kinga Kasprzak      | S     | 12 giugno 1987   | Polonia              |
| 18 | Roksana Irzemska    | O     | 7 maggio 1998    | Polonia              |
| 19 | Kinga Hatala        | O     | 17 luglio 1989   | Polonia              |
| 22 | Karolina Fedorek    | C     | 23 agosto 1994   | Polonia              |

## Risultati

### Liga Siatkówki Kobiet

#### Girone di andata
| 1ª giornata - 12 ottobre 2019 Arena Ursynów, Varsavia     | Wisła Warszawa | 1 - 3 | Wrocław            | 23-25, 26-28, 25-23, 21-25        |
| 2ª giornata - 20 ottobre 2019 Hala Orbita, Breslavia      | Wrocław        | 0 - 3 | Developres Rzeszów | 20-25, 18-25, 21-25               |
| 3ª giornata - 26 ottobre 2019 Hala Policach, Police       | Chemik Police  | 3 - 0 | Wrocław            | 25-20, 25-20, 25-20               |
| 4ª giornata - 5 novembre 2019 Hala Orbita, Breslavia      | Wrocław        | 1 - 3 | BKS                | 19-25, 25-19, 19-25, 17-25        |
| 5ª giornata - 15 novembre 2019 Łódź Sport Arena, Łódź     | ŁKS            | 3 - 1 | Wrocław            | 25-22, 21-25, 25-20, 25-20        |
| 6ª giornata - 25 novembre 2019 Hala Orbita, Breslavia     | Wrocław        | 3 - 2 | Kalisz             | 25-19, 17-25, 15-25, 25-19, 15-12 |
| 7ª giornata - 30 novembre 2019 Hala MOSiR, Radom          | Radomka        | 3 - 1 | Wrocław            | 25-22, 25-21, 19-25, 25-19        |
| 8ª giornata - 22 dicembre 2019 Hala Orbita, Breslavia     | Wrocław        | 1 - 3 | PTPS               | 25-23, 23-25, 16-25, 22-25        |
| 9ª giornata - 11 dicembre 2019 Arena Legionowo, Legionowo | Legionovia     | 3 - 1 | Wrocław            | 25-19, 16-25, 25-20, 25-20        |
| 10ª giornata - 15 dicembre 2019 Łódź Sport Arena, Łódź    | Budowlani Łódź | 3 - 0 | Wrocław            | 25-19, 25-19, 25-18               |
| 11ª giornata - 17 dicembre 2019 Hala Orbita, Breslavia    | Wrocław        | 3 - 2 | Pałac Bydgoszcz    | 24-26, 25-23, 25-21, 23-25, 15-10 |

#### Girone di ritorno
| 12ª giornata - 4 gennaio 2020 Hala Orbita, Breslavia        | Wrocław            | 3 - 0 | Wisła Warszawa | 26-24, 25-12, 25-20               |
| 13ª giornata - 12 novembre 2019 Hala Podpromie, Rzeszów     | Developres Rzeszów | 3 - 0 | Wrocław        | 25-14, 25-19, 25-15               |
| 14ª giornata - 18 gennaio 2020 Hala Orbita, Breslavia       | Wrocław            | 0 - 3 | Chemik Police  | 22-25, 11-25, 20-25               |
| 15ª giornata - 24 gennaio 2020 Hala BKS Stal, Bielsko-Biała | BKS                | 3 - 1 | Wrocław        | 23-25, 25-20, 25-10, 25-19        |
| 16ª giornata - 29 gennaio 2020 Hala Orbita, Breslavia       | Wrocław            | 0 - 3 | ŁKS            | 19-25, 20-25, 20-25               |
| 17ª giornata - 3 febbraio 2020 Arena Kalisz, Kalisz         | Kalisz             | 3 - 2 | Wrocław        | 23-25, 24-26, 25-19, 25-19, 15-11 |
| 18ª giornata - 8 febbraio 2020 Hala Orbita, Breslavia       | Wrocław            | 3 - 1 | Radomka        | 22-25, 25-19, 25-22, 25-17        |
| 19ª giornata - 15 febbraio 2020 Hala MOSiR, Piła            | PTPS               | 0 - 3 | Wrocław        | 17-25, 17-25, 18-25               |
| 20ª giornata - 22 febbraio 2020 Hala Orbita, Breslavia      | Wrocław            | 1 - 3 | Legionovia     | 20-25, 25-20, 20-25, 21-25        |
| 21ª giornata - 26 febbraio 2020 Hala Orbita, Breslavia      | Wrocław            | 0 - 3 | Budowlani Łódź | 23-25, 20-25, 18-25               |
| 22ª giornata - 2 marzo 2020 Hala Łuczniczka, Bydgoszcz      | Pałac Bydgoszcz    | 3 - 0 | Wrocław        | 25-13, 25-19, 25-20               |

## Statistiche

### Statistiche di squadra
| Competizione          | Punti | In casa | In casa | In casa | In trasferta | In trasferta | In trasferta | Totale | Totale | Totale |
| Competizione          | Punti | G       | V       | P       | G            | V            | P            | G      | V      | P      |
| --------------------- | ----- | ------- | ------- | ------- | ------------ | ------------ | ------------ | ------ | ------ | ------ |
| Liga Siatkówki Kobiet | 17    | 11      | 4       | 7       | 11           | 2            | 9            | 22     | 6      | 16     |
| Totale                | -     | 11      | 4       | 7       | 11           | 2            | 9            | 22     | 6      | 16     |

G = partite giocate; V = partite vinte; P = partite perse

### Statistiche dei giocatori
| Giocatore    | Liga Siatkówki Kobiet | Liga Siatkówki Kobiet | Liga Siatkówki Kobiet | Liga Siatkówki Kobiet | Liga Siatkówki Kobiet | Totale | Totale | Totale | Totale | Totale |
| Giocatore    | P                     | PT                    | AV                    | MV                    | BV                    | P      | PT     | AV     | MV     | BV     |
| ------------ | --------------------- | --------------------- | --------------------- | --------------------- | --------------------- | ------ | ------ | ------ | ------ | ------ |
| R. Brzóska   | 21                    | 90                    | 74                    | 9                     | 7                     | 21     | 90     | 74     | 9      | 7      |
| M. Dzikowicz | 20                    | 0                     | 0                     | 0                     | 0                     | 20     | 0      | 0      | 0      | 0      |
| K. Fedorek   | 21                    | 118                   | 75                    | 28                    | 15                    | 21     | 118    | 75     | 28     | 15     |
| K. Felak     | 15                    | 7                     | 7                     | 0                     | 0                     | 15     | 7      | 7      | 0      | 0      |
| N. Gajewska  | 19                    | 31                    | 14                    | 4                     | 13                    | 19     | 31     | 14     | 4      | 13     |
| A. Gancarz   | 22                    | 179                   | 125                   | 45                    | 9                     | 22     | 179    | 125    | 45     | 9      |
| K. Hatala    | 6                     | 21                    | 19                    | 2                     | 0                     | 6      | 21     | 19     | 2      | 0      |
| R. Irzemska  | 7                     | 1                     | 1                     | 0                     | 0                     | 7      | 1      | 1      | 0      | 0      |
| K. Kasprzak  | 17                    | 124                   | 94                    | 23                    | 7                     | 17     | 124    | 94     | 23     | 7      |
| Ł. Kuriata   | 2                     | 0                     | 0                     | 0                     | 0                     | 2      | 0      | 0      | 0      | 0      |
| A. Łozowska  | 1                     | 0                     | 0                     | 0                     | 0                     | 1      | 0      | 0      | 0      | 0      |
| D. Mras      | 19                    | 16                    | 8                     | 3                     | 5                     | 19     | 16     | 8      | 3      | 5      |
| N. Murek     | 21                    | 242                   | 217                   | 16                    | 9                     | 21     | 242    | 217    | 16     | 9      |
| K. Pancewicz | 19                    | 0                     | 0                     | 0                     | 0                     | 19     | 0      | 0      | 0      | 0      |
| A. Rasińska  | 21                    | 376                   | 321                   | 27                    | 28                    | 21     | 376    | 321    | 27     | 28     |
| M. Soter     | 7                     | 40                    | 32                    | 6                     | 2                     | 7      | 40     | 32     | 6      | 2      |

P = presenze; PT = punti totali; AV = attacchi vincenti; MV = muri vincenti; BV = battute vincenti